# Enoe (Ippotontide)
Enoe (in greco antico: Οἰνόη?, Oinóe) era un demo dell'Attica situato vicino ad Eleutere al confine con la Beozia, sulla via tra Platea e Tebe, identificabile con l'attuale Oinoi.

## Collocazione

Enoe è in alto a sinistra, al confine colla Beozia

All'estremità nord-occidentale dell'Attica si trova uno stretto passo attraverso il monte Citerone, attraverso il quale passava la strada che andava da Tebe e Platea ad Eleusi; questo passo nell'antichità era noto col nome di Tre Teste presso i Beoti e Teste di Quercia presso gli Ateniesi. Dal lato attico il passo era sorvegliato da un'importante fortezza, le cui rovine nell'Ottocento erano visibili in cima all'altura sulla sinistra della strada; il loro nome attuale è Ghyftó-kastro ("castello gitano"), un nome che i Greci moderni danno spesso ad edifici del genere.
Nell'Ottocento William Martin Leake supponeva che queste rovine siano quelle di Enoe e che Eleutere sia presso l'odierna Myúpoli, circa 6,4 km a sud-est di Gyphtokastro; si può però obiettare che Eleutere originariamente faceva parte della lega beotica, che si unì volontariamente agli Ateniesi e che non divenne mai un demo, e che quindi è improbabile che Enoe, la quale era sempre stata un demo, si trovasse tra Platea ed Eleutere. Leake replicò che, esaminando le rovine di Gyphtokastro, la sua posizione e le sue dimensioni mostrano che era una fortezza e non una città, considerato che la sua circonferenza misurava solo 640 o 730 m e che si trovava su un'altura all'entrata del passo, mentre Myúpoli ha tutta l'apparenza di essere stata una semplice città, coll'acropoli piazzata come di consueto ai margini della valle.
Altri studiosi ritenevano che le rovine di Ghyftó-kastro appartengano a Panatto, ma tale opinione è probabilmente superata. Attualmente gli studiosi invece ritengono che Gyphtokastro sia da identificare con Eleutere e che Myúpoli corrisponda ad Enoe.

## Storia
Nel 507 a.C. Enoe ed Isie, demi al confine colla Beozia, vennero presi dai Beoti; Isie restò in mano loro, mentre Enoe fu recuperata e fortificata prima dell'inizio della guerra del Peloponneso. Nel 411 a.C. i Beoti ripresero la fortezza, consegnata loro da Aristarco, ma evidentemente gli Ateniesi in seguito se ne impossessarono nuovamente, dato che il demo di Enoe è menzionato anche in epoca più tarda.
Enoe era sulla Via Pizia, che collegava Atene a Delfi, e vicino ad essa si trovava un Pizio (cioè un tempio di Apollo Pizio), dal quale questa Enoe guadagnò l'appellativo di "Sacra". Secondo Strabone questo Pizio avrebbe segnato il confine del regno del mitico Niso, all'epoca della spartizione dell'Attica tra i figli del re Pandione II.
Nel 2001 Oinoi contava 765 abitanti.